# Operação Ponto Final
Operação Ponto Final foi uma operação da Polícia Federal (PF) deflagrada em 3 de julho de 2017. A operação é um desdobramento da Operação Lava Jato. Foram cumpridos dez mandados de prisão, tendo como um dos alvos o empresário Jacob Barata Filho, preso na operação. Barata integra o quadro societário de mais de 25 empresas do ramo de transportes no Rio de Janeiro e, por isso, é conhecido como "rei do ônibus", e é acusado de pagar mais de 270 milhões de reais em propina para agentes públicos, incluindo o ex-governador Sérgio Cabral.
Em troca de propinas e financiamento de campanha, eram concedidos pelo governador vantagens tributárias aos empresários, como a isenção de 50% no pagamento de IPVA para ônibus de serviço público em 2014.As ações criminosas contavam com o apoio do doleiro e operador financeiro Álvaro Novis, que posteriormente tornou-se colaborador da Justiça, e alguns dos principais donos de empresas de ônibus ligados à Federação das Empresas de Transportes de Passageiros do Rio de Janeiro (Fetranspor). Em 2017, múltiplos envolvidos foram presos pela operação, incluindo Jacob Barata Filho. Alguns deles foram soltos posteriormente por decisão de Gilmar Mendes. 
Em 2018, a PF deu sequência a operação e cumpriu um mandado de condução coercitiva contra Alexander Luiz de Queiroz Silva, além de três mandados de busca e apreensão. Em agosto de 2018, Barata Filho, em depoimento, admitiu ter feito pagamentos aos deputados Jorge Picciani e Paulo Melo, ex-presidentes da Assembleia Legislativa, além de outro agentes públicos.  Nesse mesmo ano, Sérgio Cabral foi preso e teve sua prisão preventiva mantida pelo STJ em 2021.
Em 2020, em nova fase da operação, a PF fez buscas na empresa Costa Verde Transporte. Foram rastreados, ao longo da operação, 260 milhões de reais em pagos em propinas a políticos do Rio de Janeiro.